# Вочаж
Вочаж — селище в складі Кемського міського поселення Кемського району Республіки Карелія.

## Загальні відомості
Селище розташоване на правому березі річки Кем за 16 км на захід від міста Кем і за 345 км на північ від Петрозаводська.
У селищі знаходиться Подужемська ГЕС на річці Кем (вище греблі - Подужемське водосховище, нижче - Путкінське водосховище). На лівому березі поблизу селища розташовані дачні селища і недіючий аеродром Кем (Подужем'є).
Через селище проходить автодорога «Кола» (Санкт-Петербург - Мурманськ), від неї відразу за греблею ГЕС уздовж лівого берега відходить дорога до міста Кем. Найближча залізнична станція - Кем.